# Ayn (Savoie)
Ayn település Franciaországban, Savoie megyében. Lakosainak száma 390 fő (2022. január 1.). Ayn Dullin, Novalaise, Rochefort és Verel-de-Montbel községekkel határos.

## Népesség
A település népességének változása:
| Lakosok száma | 355  | 359  | 373  | 376  | 385  | 387  | 387  | 387  | 390  |
|               | 2013 | 2015 | 2016 | 2017 | 2018 | 2019 | 2020 | 2021 | 2022 |